# Беспокойный постоялец
«Беспокойный постоялец» (пол. Kłopotliwy gość) — польский чёрно-белый художественный фильм, фантастическая комедия 1971 года.

## Сюжет
Несмотря на небольшие трудности семья Пиотровских, наконец, вселяется в новую квартиру. Во временя вечернего просмотра телевидения обнаруживается, что Пиотровские не одни. В квартире находится прозрачное существо, которое подзаряжается электрической энергией. Одни считают, что это какое-то чудо, а другие — что это пришелец-марсианин. Он проникает сквозь стены и никто в квартире не может избавиться от него. Любые попытки решить проблему-бессильны. Наконец предполагаемый марсианин просит, чтобы Пиотровские дали ему подписанную ими справку-подтверждение о его пребывании в служебной командировке на Земле, после чего исчезает.

## В ролях
- Бронислав Павлик — Мариан Пиотровский
- Барбара Краффтувна — Барбара, жена Пиотровского
- Барбара Людвижанка — мать Пиотровского
- Витольд Скарух — работник администрации принимающий старое жительство Пиотровских
- Кристина Химаненко — докладчик в жилищном кооперативе «Кибернетика»
- Зофья Червиньская — «больная», уполномоченная для выдавания ключей в кооперативе «Кибернетика»
- Рышард Петруский — муж «больной»
- Мариан Лонч — водитель товарняка
- Халина Ковальская — актриса в фильме который смотрят Пиотровские
- Влодзимеж Новак — актёр в фильме который смотрят Пиотровские
- Ядвига Хойнацкая — женщина которая хочет увидеть чудо
- Хелена Грушецкая — женщина которая хочет увидеть чудо
- Ванда Лучицкая — женщина которая хочет увидеть чудо
- Ванда Станиславская-Лёте — соседка Пиотровских
- Людвик Бенуа — страховой агент
- Янина Ярошиньская — председатель комиссии строительных недостатков
- Чеслав Рошковский — член комиссии строительных недостатков
- Зофья Грабиньская — член комиссии строительных недостатков
- Густав Люткевич — электромонтёр из электростанции
- Игнацы Маховский — член комиссии из электростанции
- Збигнев Запасевич — член комиссии из электростанции
- Ян Энглерт — член комиссии из электростанции
- Юзеф Перацкий — священник
- Хенрик Бонк — Казик
- Вацлав Ковальский — начальник Пиотровского
- Иоланта Лёте — сотрудница Пиотровского
- Ежи Моес — Юрек, сотрудник Пиотровского
- Кристина Борович — Крыся, работник отдела кадров
- Эдвард Дзевоньский — руководитель отдела кадров
- Ян Кобушевский — заводской врач
- Адрианна Годлевская — Дзюня, заводская медсестра
- Ядвига Бараньская — секретарша председателя горсовета
- Владислав Ханьча — председатель горсовета
- Ежи Добровольский — работник горсовета
- Богдан Баэр — работник горсовета
- Юзеф Новак — милиционер
- Кароль Штрасбургер — милиционер
- Мечислав Чехович — серьёзный сыщик
- Францишек Печка — улыбающийся сыщик
- Войцех Семион — офицер пожарной команды
- Веслав Голас — комендант пожарной команды
- Цезары Юльский — Ковальский, пожарный
- Мариан Опаня — Пшесека, пожарный
- Кристина Фельдман — уборщица в школе
- Ян Сузин — ведущий «Турнир городов»
- Чеслав Новицкий — телевизионный диктор прогноза погоды
- Ирена Дзедзиц — телевизионная ведущая
- Ян Коциняк — мостильщик
- Людвик Пак — мостильщик
- Марек Пивовский и др.